# لانگانسبیگویی
لانگانسبیگویی (به لاتین: Langanesbyggð) یک منطقهٔ مسکونی در ایسلند است که در  Norður-Þingeyjarsýsla  واقع شده‌است. لانگانسبیگویی ۱٬۳۳۲ کیلومتر مربع مساحت و ۵۳۱ نفر جمعیت دارد.